# گروس نیندورف (مکلنبورگ-فورپومرن)
گروس نیندورف (مکلنبورگ-فورپومرن) (به آلمانی: Groß Niendorf) یک منطقهٔ مسکونی در آلمان است که در Zölkow واقع شده‌است. گروس نیندورف ۲۲۹ نفر جمعیت دارد.